# Tofu

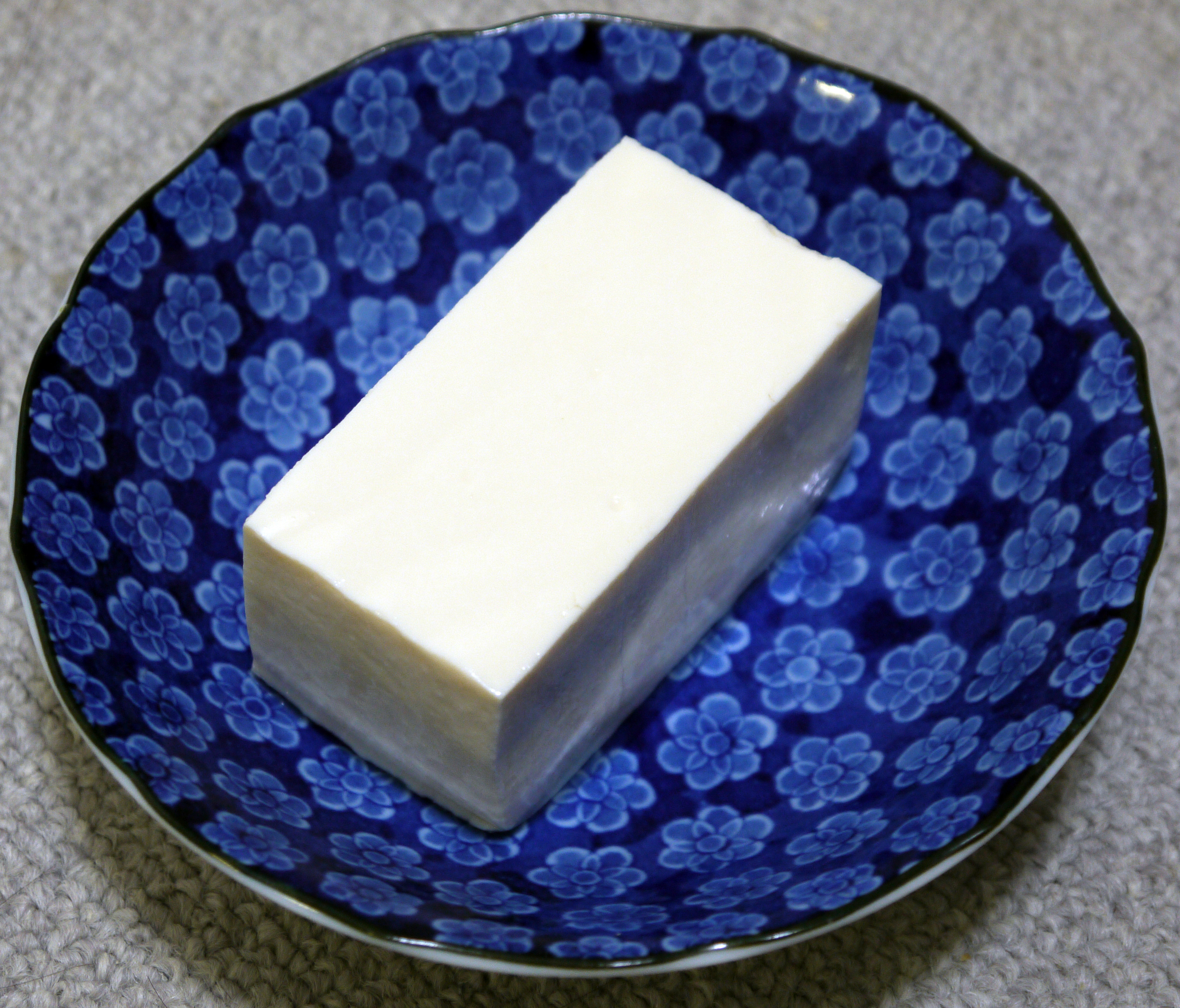
Japońskie kinugoshi-tōfu

Tofu (jap. 豆腐, 豆富 tōfu; chiń. dòufǔ) – sojowy produkt spożywczy, otrzymywany w procesie koagulacji napoju sojowego.

## Historia
Jest wiele teorii dotyczących powstania tofu. Po raz pierwszy o nim wspomina w 965 roku chińskie dzieło Qīng yì lù autorstwa Tao Gu (903–970). Teoria, że tofu zostało wynalezione przez księcia Liu Ana ok. 164 r. p.n.e. jest obecnie podważana przez uczonych, gdyż pojawiła się ona około 1000 lat po rzekomym wynalazku.

## Opis
W Polsce i na Zachodzie twarożek nazywany jest tofu, w wymowie pochodzącej z języka japońskiego. Chińskie tofu jest delikatniejsze i chudsze od japońskiego ze względu na inną tradycję przygotowywania napoju sojowego. W Japonii tofu zaczęto przyrządzać dopiero w drugim tysiącleciu n.e. Jada się je także w Korei, Wietnamie, Tajlandii i innych państwach regionu.
Tofu jest bogatym źródłem białka, co miało dawniej szczególne znaczenie w opartej głównie na niskobiałkowym ryżu i pozbawionej mleka kuchni chińskiej. Jest także źródłem roślinnych tłuszczów nienasyconych i wielu witamin. Tofu jest niskokaloryczne i nie zawiera cholesterolu. Stanowi często spotykany składnik oryginalnych potraw orientalnych i kuchni europejskiej, dań mięsnych, wegetariańskich i wegańskich.
Tofu jest ważnym składnikiem wegetariańskiej kuchni (shōjin-ryōri) buddyjskich świątyń.

## Wartości odżywcze
W tofu znajduje się białko sojowe, zawierające aminokwasy egzogenne. Ponad 80% znajdującego się w nim tłuszczu roślinnego to tłuszcze nienasycone, kwas linolowy oraz lecytyna, co stało się powodem rozpowszechnienia poglądu o atrakcyjności tofu jako ich źródła w diecie człowieka.
Tofu jest również źródłem wapnia, a także innych soli mineralnych i witamin: soli żelaza, fosforu, potasu, sodu, witamin z grupy B, choliny i witaminy E.
Wartość składników odżywczych w 100 g:

- białko 11,0 g
- tłuszcz 5,0 g
- węglowodany 0,4 g
- cholesterol 0,0 g
- wapń 146,0 mg
- fosfor 105,0 mg
- żelazo 1,7 mg
- witaminy z grupy B 0,09 mg
- wartość energetyczna 80–100 kcal

## Tofu w kuchni
Tofu nie ma własnego, swoistego smaku i podczas przyrządzania przyjmuje smak innych produktów. Daje się natomiast łatwo i szybko przyrządzać na dziesiątki różnych sposobów.
W kuchni japońskiej tofu można podzielić na dwa główne rodzaje: 
- momen-dōfu – jędrne („bawełniaste”) tofu o ściślejszej konsystencji niż miękkie tofu, przez co lepiej znosi gotowanie;
- kinugoshi-dōfu – miękkie („jedwabiste”) tofu o gładkiej, kremowej konsystencji, często spożywane na zimno jako hiya-yakko lub dodawane do sosów, duszonego mięsa i różnorodnych potraw mieszanych[6].

## Galeria

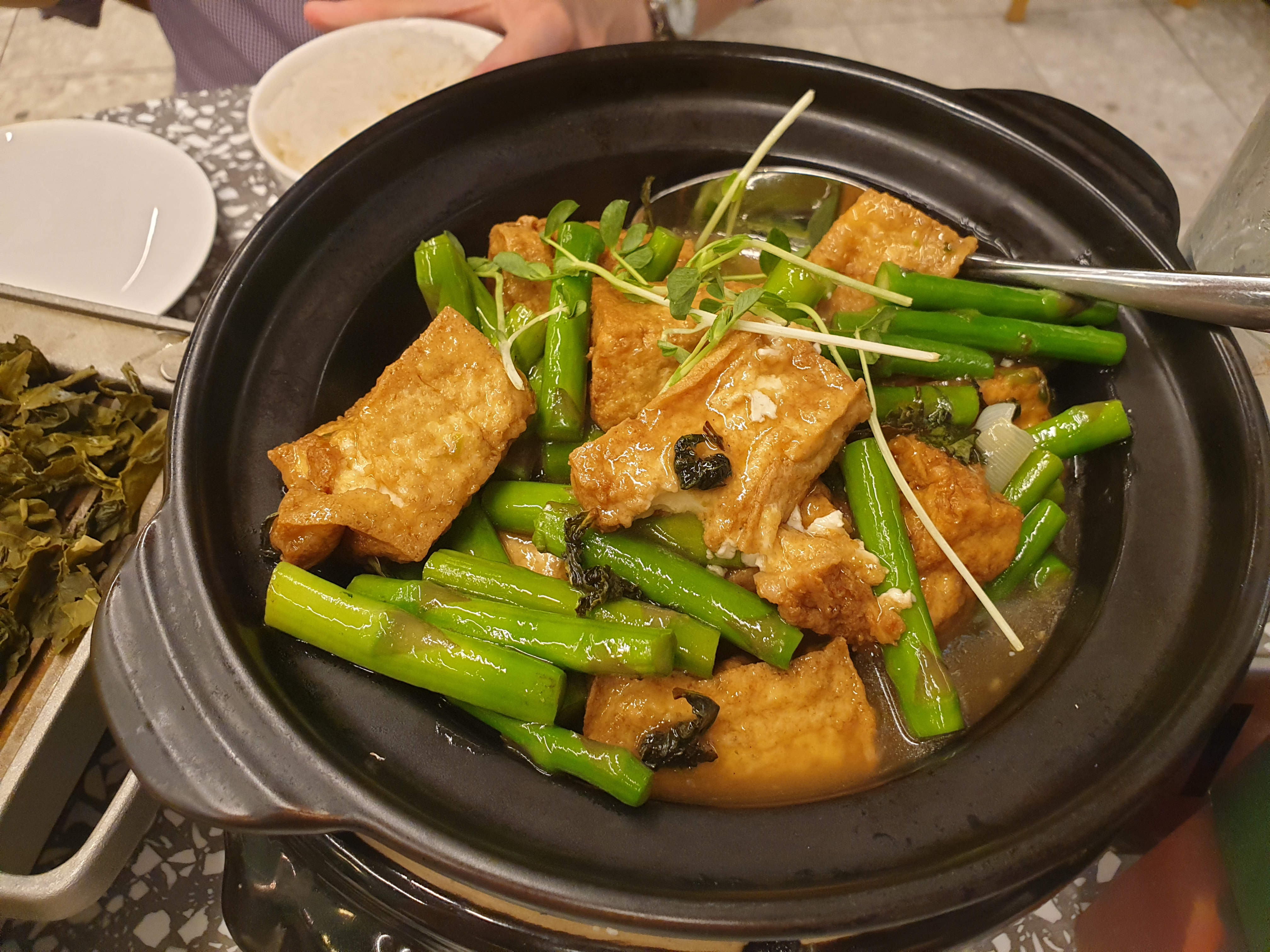
Duszone tofu w kamiennym naczyniu
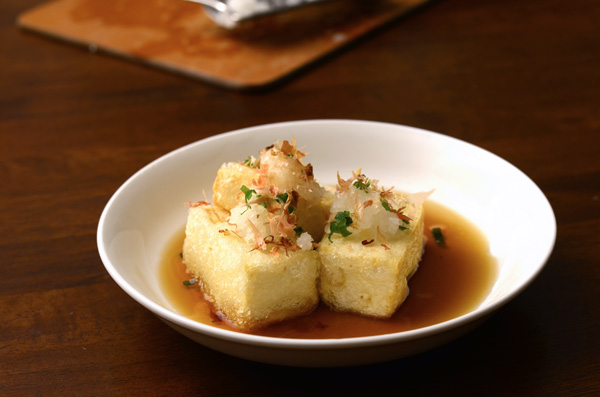
Lekko smażone tofu z bulionem
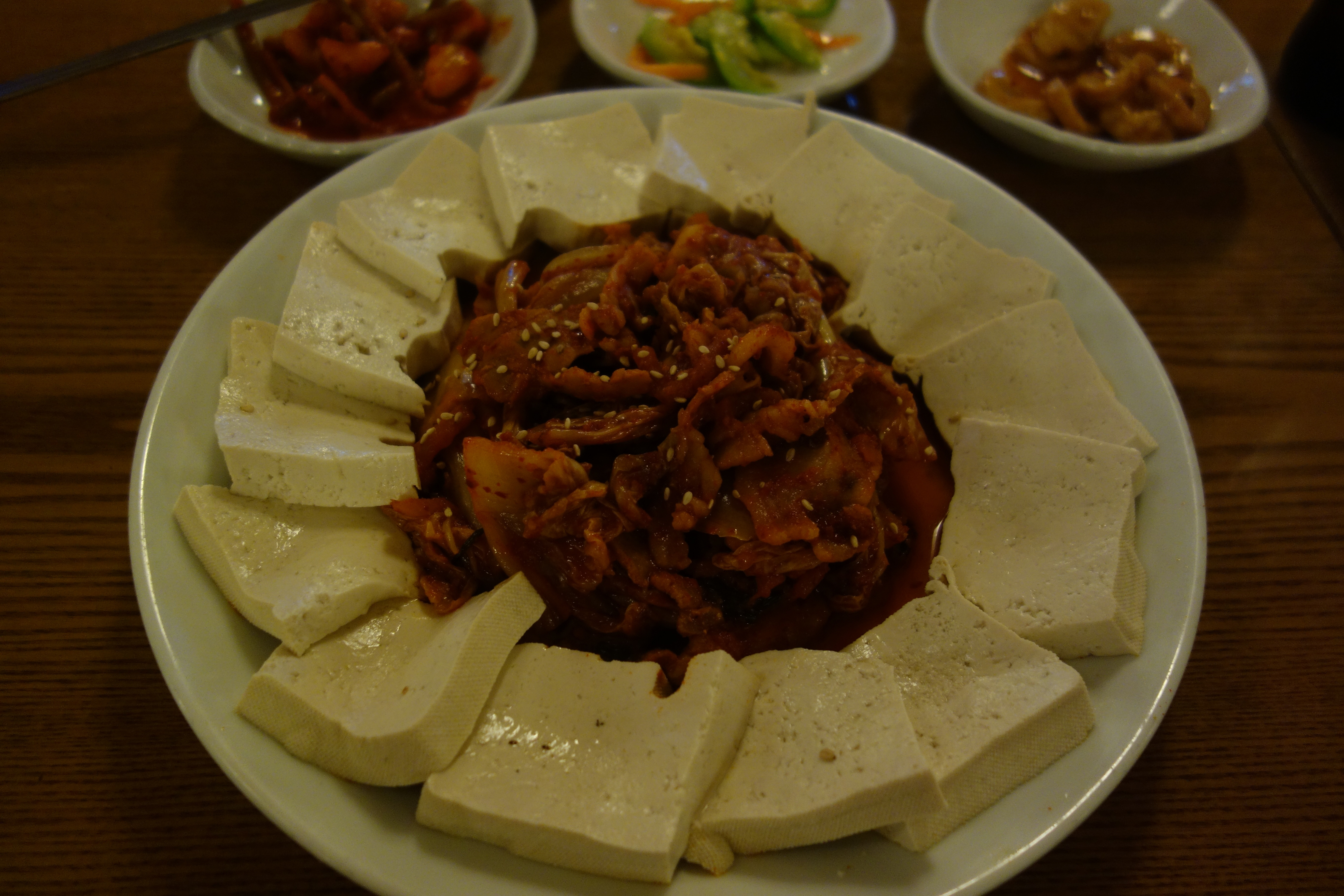
Tofu z kimchi
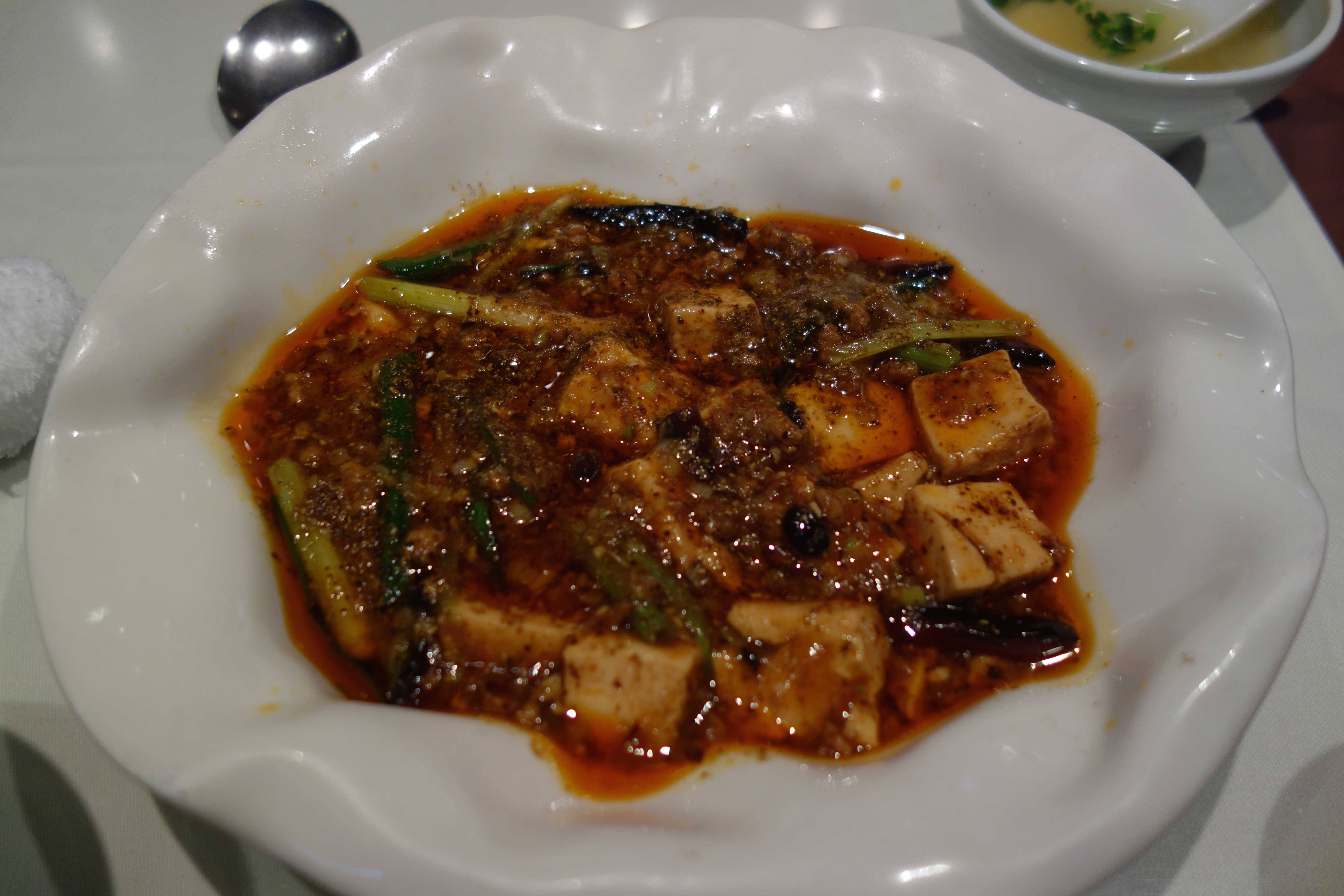
Tofu pikantne
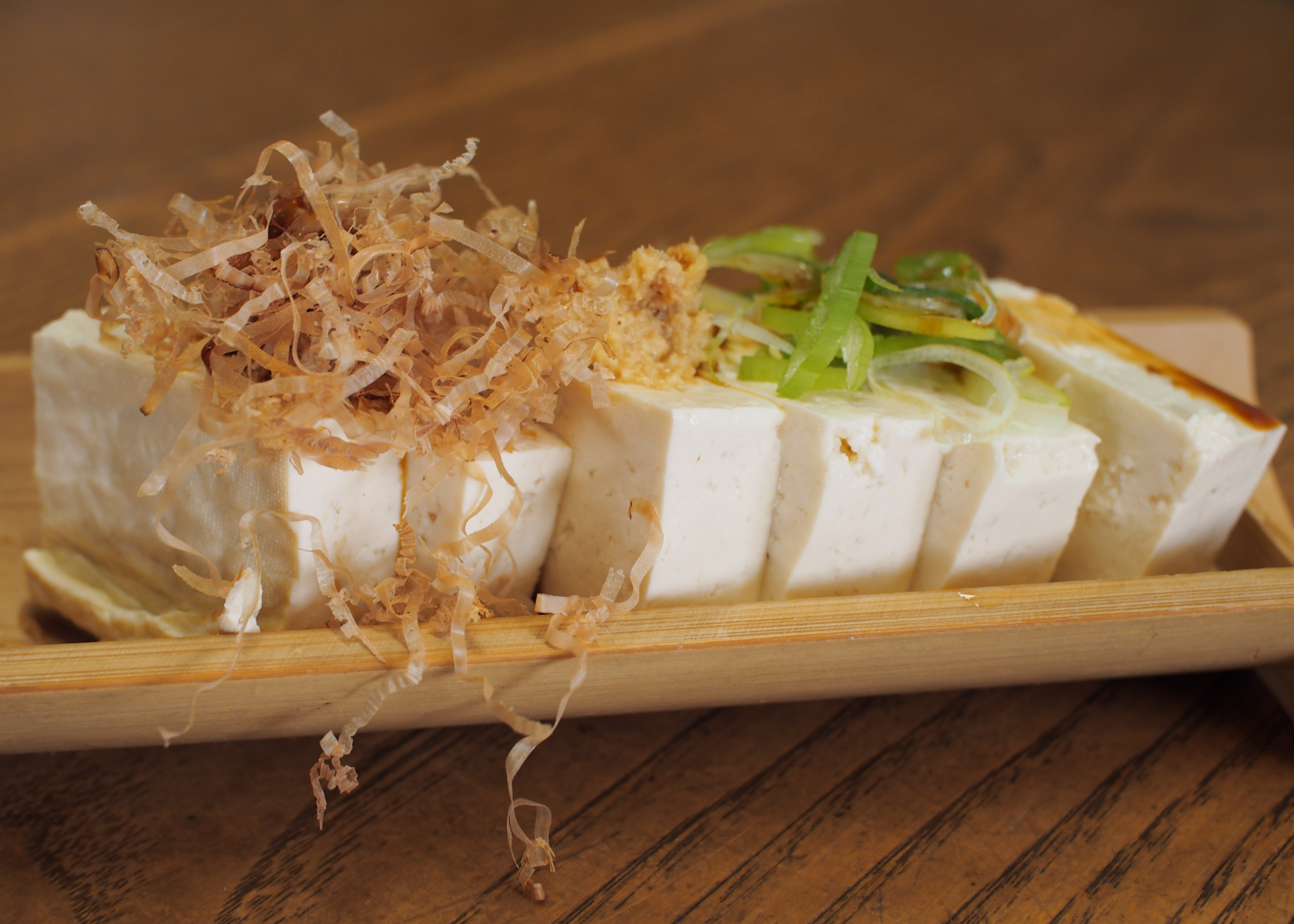
Tofu posypane katsuo-bushi, suszonymi płatkami ryby bonito (Katsuwonus pelamis)